# Don Lusher
Gordon Douglas (Don) Lusher OBE (Peterborough, 6 november 1923 – Cheam, 5 juli 2006) was een Brits componist, muziekpedagoog, bandleader en jazztrombonist. Hij was het enige kind van het echtpaar Gordon Clayton Lusher (1889–1973) en Annie Ethel, geboren Briggs (1889–1964).

## Levensloop
Lusher leerde naar het voorbeeld van zijn vader op zesjarige leeftijd het bespelen van de trombone en speelde vanaf zijn vijftiende levensjaar als trombonist in de plaatselijke brassband van het Leger des Heils mee. Hij werd in 1942 lid van het Britse leger en behoorde na de Tweede Wereldoorlog tot de 49th Division Concert Party ("Polar Stars"). Hij veranderde zich in het vervolg en werd lid in de bands van Joe Daniels en zijn band "Hotshots" en Lou Preager in het Hammersmith Palais. Met de zangeres vanuit de laatstgenoemde band, Eileen Mary Orchard, huwde hij op 7 maart 1948. Het volgden nog verschillende andere jazzbands, bijvoorbeeld "The Squadronaires" van Maurice Winnick en vanaf 1951 bij "Geraldos Gentlemen". In 1952 werd hij lid van de bigband van Ted Heath. Met Heath reisde hij meerdere malen, zo maakten ze onder andere een concertreis naar Australië en Nieuw-Zeeland. In 1955 reisden zij in de Verenigde Staten en aldaar deed studies bij Dick Nash en Will Bradley. In 1956 waren zij opnieuw in de Verenigde Staten en traden onder anderen op in de Carnegie Hall in New York. In de band van Heath werkte hij tot 1961. Na een verder engagement voor Jack Parnell, richtte hij in de jaren 70 zijn eigen Don Lusher Big Band op en was hun dirigent. Vanaf 1975 was hij op aanvraag van de weduwe Moira Heath eveneens bandleader van de band van Ted Heath. Als studiemusicus begeleidde hij bekende artiesten en zangers tijdens haar concertreizen, bijvoorbeeld Ella Fitzgerald tijdens haar concert op 2 september 1981 in het Grosvenor House Hotel in Londen en Frank Sinatra bij zijn concertreis door Europa. Daarnaast werkte hij in de Manhattan Sound Big Band, met Alexis Korner bij C.C.S. en richtte samen met Kenny Baker de concerttourneeshow Best of British Jazz op. 
Hij werkte eveneens op het gebied van de blaasmuziek en klassieke werken en verzorgde als solist in 1975 de première van Rhapsody for Trombone met de Black Dyke Mills Band in de Londense Royal Albert Hall en in het gevolg in vele andere landen van de wereld. Verder speelde hij de solo in première van het Concerto for Trombone van Gordon Carr (1980) in de Queen Elizabeth Hall alsook in Dance Sequence, voor trombone en harmonieorkest van Gareth Wood (1980) eveneens in de Royal Albert Hall. In 1990 speelde hij de solo bij de eerste uitvoering van Concertino, voor trombone, strijkers en slagwerk van Scott Stroman in de kathedrale van Lichfield.
Aan het Royal College of Music in Londen was hij als docent voor bigband verbonden. In 1997 werd hij eveneens docent voor trombone aan de School of Music of H.M. Royal Marines in Portsmouth. In 2004 ging hij met pensioen en was sindsdien professor emeritus aldaar. In 2005 werd hij door de Universiteit van Portsmouth tot eredoctor benoemd. 
Lusher was ook als componist bezig en schreef werken voor bigband, jazzband, brassband. Vele van zijn werken werden met de Britse top brassbands op cd opgenomen. 
In 1979 droeg hem de British Broadcasting Corporation (BBC) televisie een eigen show op, getiteld The Musical World of Don Lusher met zijn eigen bigband, de Black Dyke Mills Band en als speciale gast Nelson Riddle. In 1987 werd hij met de Gouden speld van verdiensten door de British Academy of Songwriters, Composers, and Authors bekroond. In 2003 werd hij onderscheiden met een benoeming tot Officier in de Orde van het Britse Rijk.